# Blond Ambition Tour
De Blond Ambition Tour is de wereldtournee die Madonna maakte in 1990. Van alle tours die ze heeft gedaan, spreekt deze bij veel fans het meest tot de verbeelding. Het is een van de eerste muziekshows waarin popmuziek wordt ondersteund door een bewegend decor en choreografie. De show is een muzikaal theaterstuk, een "live" videoclip. De Blond Ambition Tour en de look die erbij hoort (de conische BH, ontworpen door Jean-Paul Gaultier) worden in deze periode het handelsmerk van de zangeres. De tour doet 27 steden aan en start in Japan. Daarna volgen de Verenigde Staten, Canada en verschillende landen in Europa, waaronder Nederland op 24 juli 1990 (De Kuip in Rotterdam). Het was een controversiële tour die zowel positieve als negatieve recensies kreeg van de pers. Fans waren echter voornamelijk positief en voor velen heeft Madonna deze show tot op heden niet overtroffen. Hoewel de tour pas in 1990 van start ging, werd in 1989 al geadverteerd voor de show, die toen nog de werktitel 'Like A Prayer Tour' had.

## Thema's
De Blond Ambition Tour duurt anderhalf uur en behandelt thema’s als seks en katholicisme, iets dat Madonna al eerder deed in de videoclip voor "Like a Prayer". De combinatie van deze thema’s leidt tot veel controverse wereldwijd en de paus roept zelfs op om de concerten in Italië te boycotten. Uiteindelijk moet Madonna een van haar drie Italiaanse concerten afzeggen. In Toronto eiste de politie dat Madonna de masturbatie-scène bij het nummer "Like a Virgin" zou schrappen, anders zou ze worden gearresteerd. Ze weigerde ook maar iets aan te passen en uiteindelijk werd er niemand gearresteerd.

Ook buiten het podium draaiden de camera’s door. Meer dan 250 uur opnamen zijn er gemaakt van Madonna en haar dansers, speciaal voor de tour-documentaire In Bed With Madonna (buiten Europa uitgebracht onder de titel Truth or Dare). De film ging in mei 1991 in première op het Filmfestival van Cannes.

## Toursegmenten
Blond Ambition was verdeeld in vier segmenten. Het eerste deel is het Metropolis-segment, geïnspireerd op de bekende Duitse stomme film met dezelfde naam, van Fritz Lang. De set is hetzelfde als die van Madonna's video voor "Express Yourself": een hoge trap in een grote "machine-kamer" vol halfnaakte mannelijke dansers. Deel twee staat in het teken van religie en bevat de choquerende uitvoering van "Like a Virgin", waarbij Madonna op een bed een orgasme simuleert. Het derde segment komt uit de film Dick Tracy en het laatste deel is het meest vrolijke, waarin Madonna haar imago als "Material Girl" op de hak neemt. Deze set eindigt met een stijlvolle en minimalistische uitvoering van haar toenmalige superhit "Vogue".
In de toegift zingt Madonna haar klassieker "Holiday" en ze eindigt met "Keep It Together", met een choreografie geïnspireerd op Stanley Kubricks A Clockwork Orange en de musical Cabaret.
In de Japanse en Noord-Amerikaanse shows treedt Madonna op met de bekende/iconische blonde paardenstaart (gemaakt van haarextensies). Omdat het haarstuk voortdurend in de knoop raakte met haar microfoon-headset en omdat haar natuurlijke haar nogal te lijden had van het kapsel, besloot ze in Europa het haarstuk in te ruilen voor korte blonde krullen. De laatste show in Nice is opgenomen en uitgezonden op televisie door het Amerikaanse HBO. Later is deze versie uitgebracht op laserdisk. In Japan is een laserdisk uitgebracht van het optreden in Yokohama. Op het bootleglabel FHN is een dvd van het optreden in Houston uitgebracht.

## Openingsact
Technotronic
In Rotterdam verzorgde King Bee (danceact) het voorprogramma.

## Setlist
- Intro met een sample van Everybody
- Express Yourself
- Open Your Heart
- Causing a Commotion
- Where's The Party
- Like A Virgin
- Like A Prayer
- Live to Tell/Oh Father
- Papa Don't Preach
- Sooner Or Later
- Hanky Panky
- Now I'm Following You Parts 1 & 2
- Material Girl
- Cherish
- Into The Groove
- Vogue
- Holiday
- Intro Family Affair
- Family Affair/Keep It Together

## Tour Data
| Datum           | Stad            | Land             | Stadion/Arena                    |
| Japan           | Japan           | Japan            | Japan                            |
| --------------- | --------------- | ---------------- | -------------------------------- |
| 13 april 1990   | Tokyo           | Japan            | Chiba Marine Stadium             |
| 14 april 1990   | Tokyo           | Japan            | Chiba Marine Stadium             |
| 15 april 1990   | Tokyo           | Japan            | Chiba Marine Stadium             |
| 20 april 1990   | Osaka           | Japan            | Nishinomya Stadium               |
| 21 april 1990   | Osaka           | Japan            | Nishinomya Stadium               |
| 22 april 1990   | Osaka           | Japan            | Nishinomya Stadium               |
| 25 april 1990   | Yokohama        | Japan            | Yokohama Stadium                 |
| 26 april 1990   | Yokohama        | Japan            | Yokohama Stadium                 |
| 27 april 1990   | Yokohama        | Japan            | Yokohama Stadium                 |
| North America   |                 |                  |                                  |
| Datum           | Stad            | Land             | Stadion/Arena                    |
| 4 mei 1990      | Houston         | Verenigde Staten | The Summit                       |
| 5 mei 1990      | Houston         | Verenigde Staten | The Summit                       |
| 7 mei 1990      | Dallas          | Verenigde Staten | Reunion Arena                    |
| 8 mei 1990      | Dallas          | Verenigde Staten | Reunion Arena                    |
| 11 mei 1990     | Los Angeles     | Verenigde Staten | LA Sports Arena                  |
| 12 mei 1990     | Los Angeles     | Verenigde Staten | LA Sports Arena                  |
| 13 mei 1990     | Los Angeles     | Verenigde Staten | LA Sports Arena                  |
| 15 mei 1990     | Los Angeles     | Verenigde Staten | LA Sports Arena                  |
| 16 mei 1990     | Los Angeles     | Verenigde Staten | LA Sports Arena                  |
| 18 mei 1990     | Oakland         | Verenigde Staten | Coliseum                         |
| 19 mei 1990     | Oakland         | Verenigde Staten | Coliseum                         |
| 20 mei 1990     | Oakland         | Verenigde Staten | Coliseum                         |
| 23 mei 1990     | Chicago         | Verenigde Staten | Rosemont Horizon                 |
| 24 mei 1990     | Chicago         | Verenigde Staten | Rosemont Horizon                 |
| 27 mei 1990     | Toronto         | Canada           | SkyDome                          |
| 28 mei 1990     | Toronto         | Canada           | SkyDome                          |
| 29 mei 1990     | Toronto         | Canada           | SkyDome                          |
| 31 mei 1990     | Detroit         | Verenigde Staten | The Palace Of Auburn Hills       |
| 1 juni 1990     | Detroit         | Verenigde Staten | The Palace Of Auburn Hills       |
| 4 juni 1990     | Worcester       | Verenigde Staten | The Centrum                      |
| 5 juni 1990     | Worcester       | Verenigde Staten | The Centrum                      |
| 8 juni 1990     | Landover        | Verenigde Staten | Capital Center                   |
| 9 juni 1990     | Landover        | Verenigde Staten | Capital Center                   |
| 11 juni 1990    | Uniondale       | Verenigde Staten | Nassau Coliseum                  |
| 12 juni 1990    | Uniondale       | Verenigde Staten | Nassau Coliseum                  |
| 13 juni 1990    | Uniondale       | Verenigde Staten | Nassau Coliseum                  |
| 16 juni 1990    | Philadelphia    | Verenigde Staten | The Spectrum                     |
| 17 juni 1990    | Philadelphia    | Verenigde Staten | The Spectrum                     |
| 20 juni 1990    | East Rutherford | Verenigde Staten | Brendan Byrne Arena              |
| 21 juni 1990    | East Rutherford | Verenigde Staten | Brendan Byrne Arena              |
| 24 juni 1990    | East Rutherford | Verenigde Staten | Brendan Byrne Arena              |
| 25 juni 1990    | East Rutherford | Verenigde Staten | Brendan Byrne Arena              |
| Europa          |                 |                  |                                  |
| Datum           | Stad            | Land             | Stadion/Arena                    |
| 30 juni 1990    | Göteborg        | Zweden           | Eriksberg Stadion                |
| 3 juli 1990     | Parijs          | Frankrijk        | Palais Omnisports de Paris-Bercy |
| 4 juli 1990     | Parijs          | Frankrijk        | Palais Omnisports de Paris-Bercy |
| 6 juli 1990     | Parijs          | Frankrijk        | Palais Omnisports de Paris-Bercy |
| 10 juli 1990    | Rome            | Italië           | Stadion Flamino                  |
| 13 juli 1990    | Turijn          | Italië           | Stadion Delle Alpi               |
| 15 juli 1990    | München         | Duitsland        | Riemer Reitstadion               |
| 17 juli 1990    | Dortmund        | Duitsland        | Westfallen-Halle                 |
| 20 juli 1990    | Londen          | Groot-Brittannië | Wembley Stadion                  |
| 21 juli 1990    | Londen          | Groot-Brittannië | Wembley Stadion                  |
| 22 juli 1990    | Londen          | Groot-Brittannië | Wembley Stadion                  |
| 24 juli 1990    | Rotterdam       | Nederland        | Feyenoord Stadion                |
| 27 juli 1990    | Madrid          | Spanje           | Vicente Calderón Stadion         |
| 29 juli 1990    | Vigo            | Spanje           | Balaídos Stadion                 |
| 1 augustus 1990 | Barcelona       | Spanje           | Olympisch Stadion                |
| 5 augustus 1990 | Nice            | Frankrijk        | Stadion De L'Ouest               |